# قلادة ستيوارت بلنتين
كانت ميدالية ستيوارت بالانتين عبارة عن جائزة علمية وهندسية، مقدمة من معهد فرانكلين في فيلادلفيا، بنسلفانيا، الولايات المتحدة الأمريكية. سميت على اسم المخترع الأمريكي ستيوارت بالانتين.

## الفائزون
- 1947 - جورج كلارك ساوثوورث (علوم فيزيائية): كان مهندسًا راديوًا أمريكيًا بارزًا اشتهر بدوره في تطوير الأدلة الموجية في أوائل الثلاثينيات.
- 1948 - راي ديفيس كيل (هندسة): كان باحثًا تلفزيونيًا في RCA. حصل على وسام ستيوارت بالانتين في عام 1948 لكونه رائدًا في تطوير التلفزيون الملون.
- 1949 - سيرجي أ.شيلكونوف (فيزياء): كان عالمًا رياضيًا بارزًا ومنظرًا للكهرومغناطيسية قدم مساهمات ملحوظة في نظرية الهوائي.
- 1952 - جون باردين (علوم فيزيائية). : كان مهندسًا وفيزيائيًا أمريكيًا. وهو الشخص الوحيد الذي حصل على جائزة نوبل في الفيزياء مرتين: الأولى عام 1956 مع ويليام شوكلي ووالتر براتين لاختراعه الترانزستور. ومرة أخرى في عام 1972 مع ليون إن كوبر وجون روبرت شريفير لوضع نظرية أساسية للموصلية الفائقة التقليدية
- 1952 - والتر إتش براتين (علوم فيزيائية): كان فيزيائيًا أمريكيًا في مختبرات بيل، وقد اخترع مع زملائه العلماء جون باردين وويليام شوكلي ترانزستور نقطة الاتصال في ديسمبر 1947. تقاسموا جائزة نوبل في الفيزياء لعام 1956 لاختراعهم. كرس براتين الكثير من حياته للبحث عن الحالات السطحية.
- 1953 - ديفيد جي سي لاك (الهندسة)
- 1954 - كينيث ألفا نورتون (الهندسة)
- 1955 - كلود إلوود شانون (الكمبيوتر والعلوم المعرفية): كان عالم رياضيات ومهندسًا كهربائيًا أمريكيًا وعالم تشفير معروفًا باسم «أبو نظرية المعلومات». أسس شانون نظرية المعلومات بورقة بحثية تاريخية بعنوان «نظرية الاتصال الرياضية»، والتي نشرها عام 1948.
- 1956 - كينيث بولينجتون (علوم فيزيائية)
- 1957 - روبرت موريس بيج (الهندسة)
- 1957 ليو كليفورد يونغ (الهندسة)
- 1958 - هارالد تراب فريس (الهندسة)
- 1959 - ألبرت هويت تايلور (الهندسة)
- 1959 - تشارلز هـ. تاونز (فيزياء)
- 1960 - رودولف كومبفنر (هندسة)
- 1960 هاري نيكويست (هندسة)
- 1960 - جون ر. بيرس (هندسة)
- 1961 ليو إيساكي (الهندسة).
- 1961 نيكولاس بلومبيرجن (علوم فيزيائية).
- 1961 - معالي ديريك سكوفيل (علوم فيزيائية).
- 1962 علي جافان (علوم فيزيائية).
- 1962 - ثيودور هـ ميمان (فيزياء)
- 1962 - آرثر ل.شوالو (علوم فيزيائية)
- 1962 تشارلز إتش. تاونز (علوم فيزيائية)
- 1963 - آرثر سي كلارك (الهندسة)
- 1965 - هومر والتر دودلي (الهندسة).
- 1965 - أليك هارلي ريفز (الهندسة).
- 1966 - روبرت ن. نويس (الكمبيوتر والعلوم المعرفية)
- 1966 - جاك س. كيلبي (الهندسة).
- 1967 - جاك إن جيمس (الهندسة).
- 1967 - روبرت ج. باركس (الهندسة).
- 1968 - شاندرا كومار نارانبهاي باتيل (فيزياء)
- 1969 - إيميت ن. ليث (علوم فيزيائية).
- 1971 - Zhores I. Alferov (فيزياء)
- 1972 - دانيال إيرل نوبل (هندسة)
- 1973 - أندرو إتش بوبيك (الكمبيوتر والعلوم المعرفية)
- 1973 ويلارد س. بويل (الكمبيوتر والعلوم المعرفية)
- 1973 - جورج إي. سميث (الكمبيوتر والعلوم المعرفية)
- 1975 - برنارد سي دي لوتش الابن (الهندسة)
- 1975 - مارتن محمد عطالله (علوم فيزيائية)
- 1975 - داون كانغ (فيزياء)
- 1977 - تشارلز كوين كاو (هندسة)
- 1977 - ستيوارت إي ميلر (الهندسة)
- 1979 - Marcian E.Hoff، Jr. (الكمبيوتر والعلوم المعرفية)
- 1979 - بنيامين ابليس (هندسة)
- 1979 - جورج دي كودي (هندسة)
- 1981 - عاموس إي جويل الابن (الهندسة)
- 1983 - آدم ليندر (الكمبيوتر والعلوم المعرفية)
- 1986 - لين إف موليناور (هندسة)
- 1989 - جون إم جي مادي (علوم فيزيائية)
- 1992 - رولف لانداور (فيزياء)
- 1993 - ليروي إل تشانغ (فيزياء)